# Newbyth Old Mansion

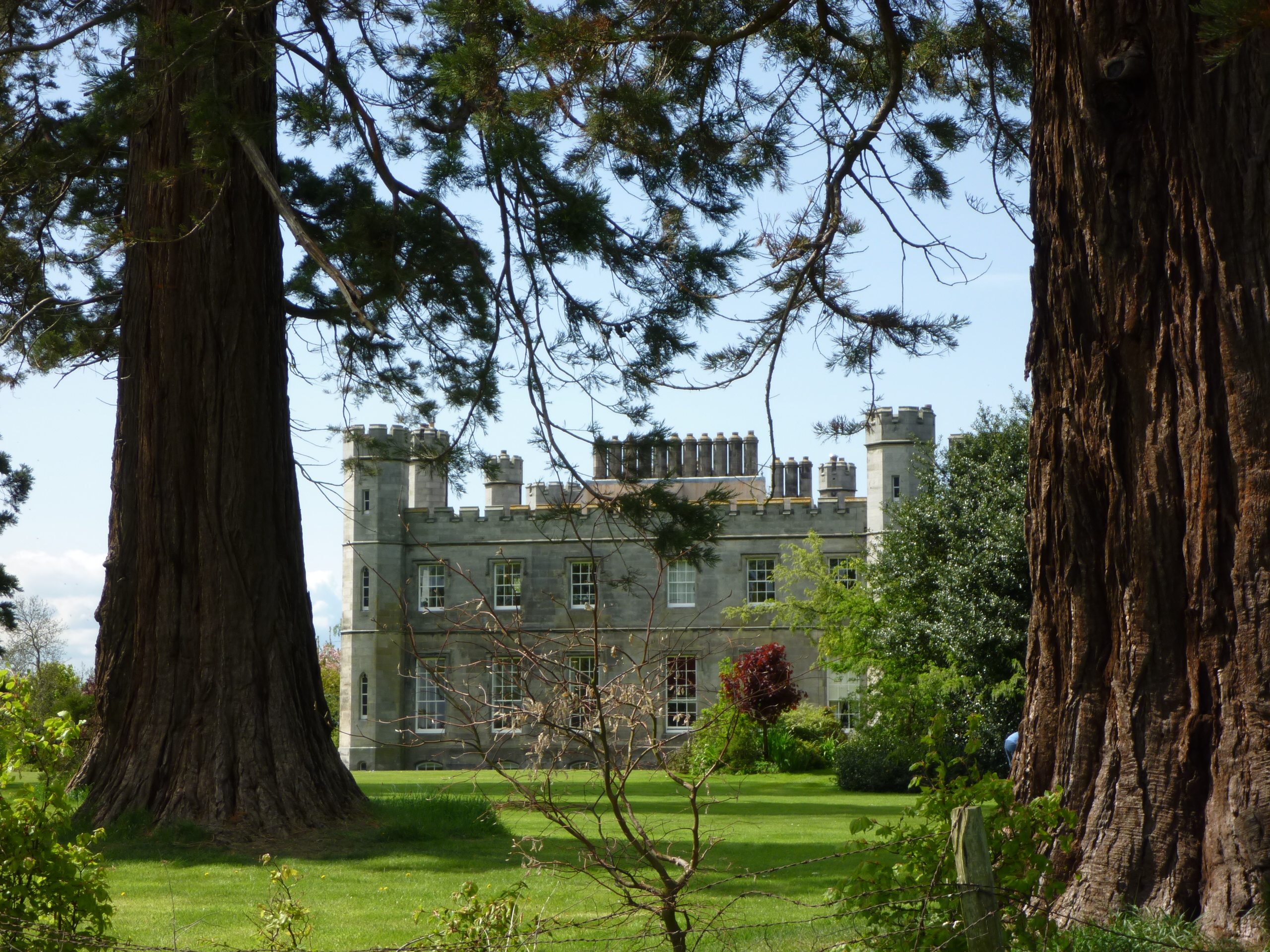
Newbyth Old Mansion

Newbyth Old Mansion, auch Newbyth House, ist ein Herrenhaus nahe der schottischen Ortschaft East Linton in der Council Area East Lothian. 1971 wurde das Gebäude in die schottischen Denkmallisten in der höchsten Kategorie A aufgenommen. Des Weiteren sind die zugehörigen Stallungen sowie die East Lodge eigenständig als Kategorie-B-Bauwerke klassifiziert. Die Torpfeiler bilden ein Einzeldenkmal der Kategorie C.

## Geschichte
Es existierte ein Vorgängerbauwerk am selben Standort. Dieses wurde durch den schottischen Architekten William Adam gestaltet. Das heutige Newbyth House wurde im Jahre 1817 für den im Ruhestand befindlichen britischen General David Baird erbaut. Baird beauftragte den schottischen Architekten Archibald Elliot mit der Gestaltung. Im Jahre 1972 verheerte ein Brand das Herrenhaus. Es wurde in der Folge restauriert und in sechs Wohneinheiten untergliedert.

## Beschreibung
Newbyth Old Mansion liegt isoliert zwischen den Ortschaften East Linton, Whitekirk, Tyninghame und East Fortune. Das zweistöckige Gebäude weist einen beinahe quadratischen Grundriss auf und ist im tudorgotischen Stil gestaltet. Oktogonal hervortretende, zinnenbewehrte Türme gliedern die Fassaden vertikal in drei Segmente.

## Stallungen

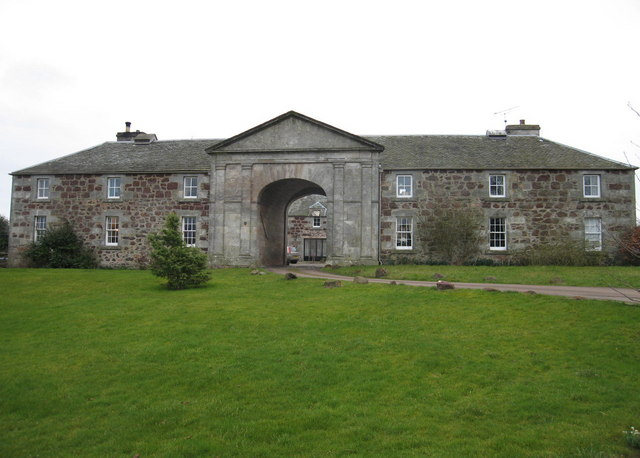
Stallungen von Newbyth

Die 300 m östlich des Haupthauses gelegenen ehemaligen Stallungen stammen aus dem späteren 18. Jahrhundert. Ungleich dem Herrenhaus sind sie im klassizistischen Stil gestaltet. Vier längliche Gebäude umschließen einen Innenhof vollständig. Er ist über ein gedrücktes Rundbogenportal zugänglich. Gepaarte Pilaster flankieren das Portal, das mit Fries und Dreiecksgiebel gestaltet ist. Die Stallungen wurden zwischenzeitlich umgebaut und dienen jetzt als Wohnraum.

## East Lodge
Die East Lodge flankiert den östlichen Zufahrtsweg zu dem Anwesen. Sie liegen rund 600 m südöstlich von Newbyth House. Das einstöckige Gebäude wurde 1832 erbaut und wahrscheinlich von William Burn entworfen. Links wurde an die tudorgotische Lodge ein neueres Holzgebäude angebaut. Rechts flankieren vier quadratische Torpfeiler den Kutsch- sowie zwei Fußgängerwege.